# کریستیان وادوکز
کریستیان وادوکز (انگلیسی: Krisztián Vadócz؛ زادهٔ ۳۰ مهٔ ۱۹۸۵) بازیکن فوتبال اهل مجارستان است که در پست هافبک میانی بازی می‌کند.
وی همچنین در تیم‌های ملی فوتبال زیر ۲۱ سال مجارستان و مجارستان بازی کرده‌است.